# Locomotiva Renfe S-353
Le Locomotive Renfe Classe 353, precedentemente note come T-3000, sono una classe di locomotive diesel-idrauliche costruite da Krauss-Maffei per le ferrovie spagnole.

## Storia
Tutte le locomotive vennero consegnate tra il 1968 e il 1969.
Sono state acquistate complessivamente cinque locomotive diesel per trainare i convogli composti da carrozze Talgo III a circa 220 km/h, velocità record per l'epoca in spagna. I treni operavano principalmente sulle tratte che andavano da Madrid a Parigi passando per Burgos, Vitoria, Hendaya e Bordeaux.
Nel maggio 1972 uno di essi raggiunse la velocità di 222 km/h tra Guadalajara e Azuqueca de Henares. Tra l'Alcázar de San Juan e il Rio Záncara, il 4 maggio 1978, il 353-001 si spinse fino a 230 km/h e per qualche tempo la classe detenne il record mondiale di velocità per locomotive diesel.
Le elettrificazioni di massa degli anni ottanta ridussero il raggio d'azione sia della Classe 352 che della Classe 353, che iniziarono ad operare principalmente sugli assi Badajoz / Lisbona, Granada / Almería, Murcia / Cartagena e sul corridoio diretto da Madrid a Burgos.
L'ultima locomotiva è stata ritirata dal servizio il 25 settembre 2003. La motrice 353-005-2 è conservata funzionante presso il museo di Vilanova.

## Caratteristiche
Queste locomotive nascono come versione più grande e moderna delle precedenti Locomotive Renfe Classe 352, essendo simili nel design e costruite dalla medesima azienda.
Le S-353 si distinguono per la maggiore potenza, capacità e modernità degli interni.
Come detto, vennero costruite con un design simile a quello della Classe 352 ma con il motore Maybach a 12 cilindri che sviluppava più potenza, 1 500 CV (1 100 kW) (a 1600 giri/min) ciascuno, garantendo uno sforzo di trazione di 268 kN. A causa di questi cambiamenti le locomotive erano però un po' più pesanti delle loro predecessori.
Le locomotive vennero originariamente verniciate di rosso e argento.

### Flotta
| Numero originale | numero UIC | Nome                          | Costruttore   | Entrata in servizio | Ritiro dal servizio |
| ---------------- | ---------- | ----------------------------- | ------------- | ------------------- | ------------------- |
| 3001 T           | 353-001-1  | "Virgen de Lourdes"           | Krauss-Maffei | 1968                | 9 marzo 2003        |
| 3002 T           | 353-002-9  | "Virgen de Fatima"            | Krauss-Maffei | 1968                | 5 agosto 2001       |
| 3003 T           | 353-003-7  | "Virgen del Yugo"             | Krauss-Maffei | 1968                | 25 settembre 1990   |
| 3004 T           | 353-004-5  | "Virgen de la Paloma"         | Krauss-Maffei | 1969                | 9 febbraio 1983     |
| 3005 T           | 353-005-2  | "Virgen de la Bien Aparecida" | Krauss-Maffei | 1969                | 25 settembre 2003   |